# Finlaysonia khasiana
Finlaysonia khasiana là một loài thực vật có hoa trong họ La bố ma. Loài này được (Kurz) Venter mô tả khoa học đầu tiên năm 2001.